# Covid-Organics

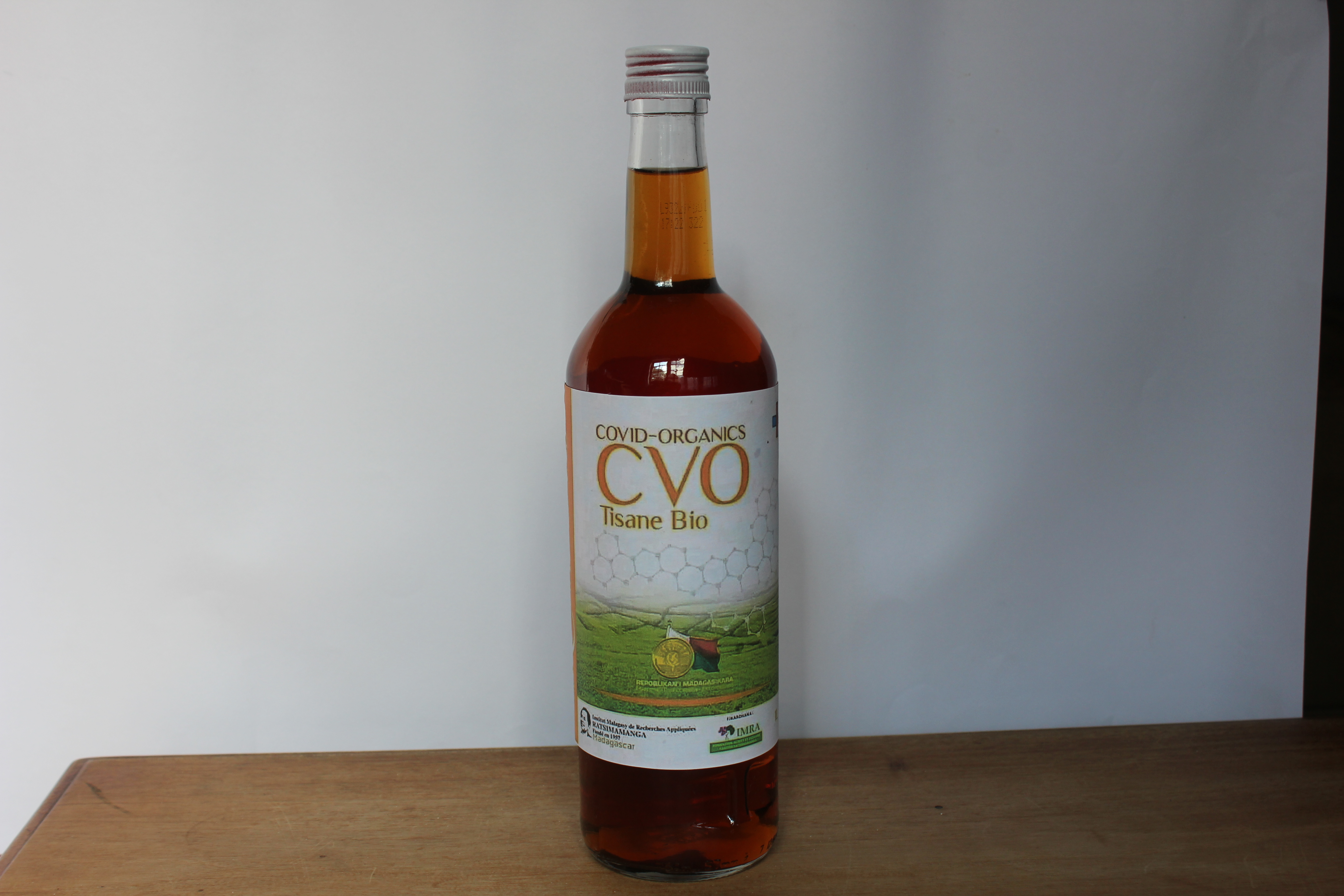
Une bouteille de Covid Organics

Covid-Organics (CVO) est un médicament controversé à base d'Artemisia fabriqué par le laboratoire Pharmalagasy qui, selon Andry Rajoelina, président de Madagascar, peut prévenir et guérir la maladie à coronavirus 2019 (COVID-19).
L'efficacité de Covid-Organics n'est pas prouvée et son utilisation est formellement déconseillée par l'Académie nationale de médecine française.
En 2022, le CVO ne fait pas partie des traitements recommandés par l'OMS.

## Composition et conditionnement

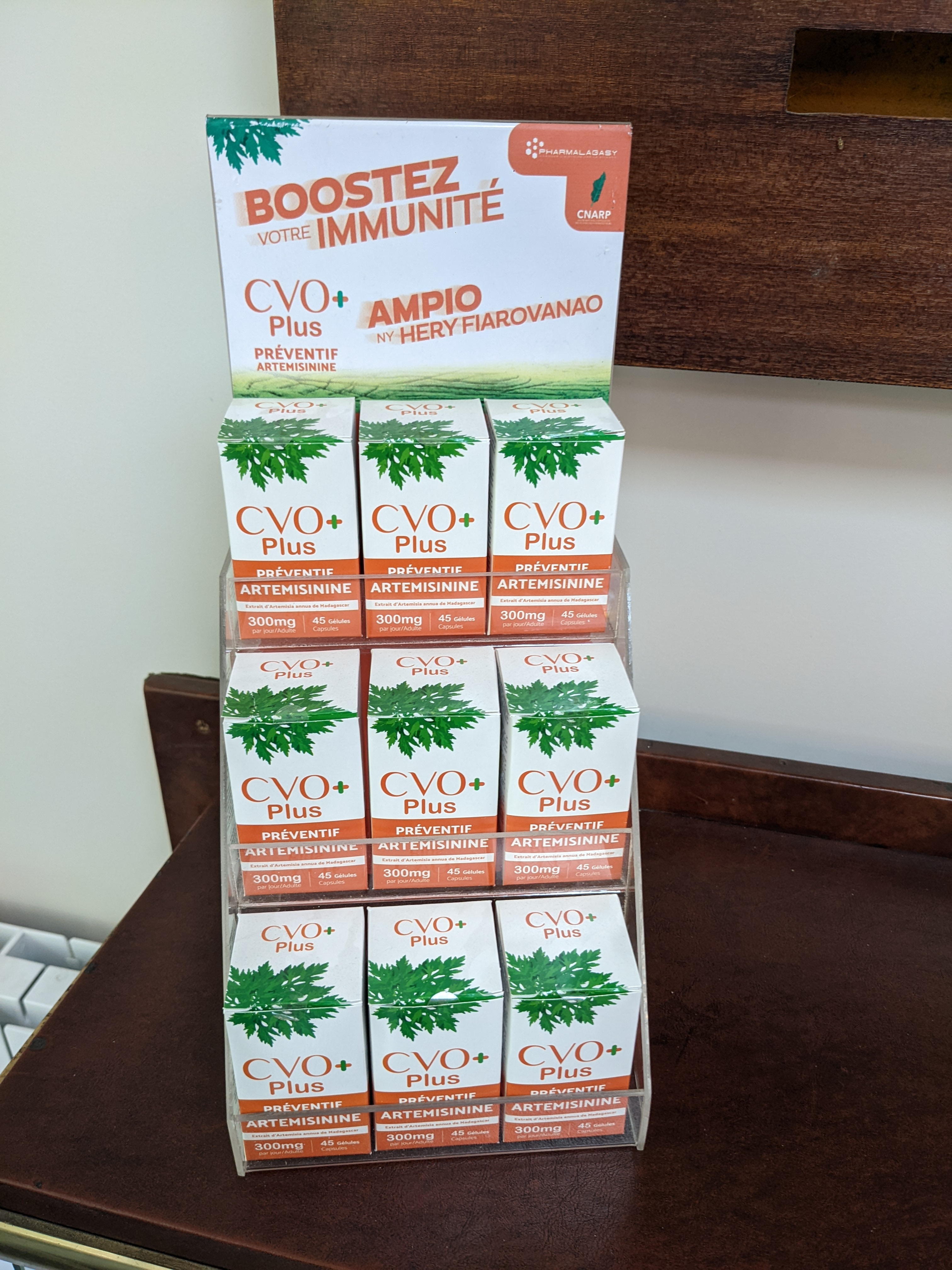
Covid-Organics, sous forme de gélules : CVO+

Ce médicament est produit à partir d'une espèce du genre Artemisia,, dont l'artémisinine est extraite pour le traitement du paludisme.
Connu sous l’appellation malagasy de « Tambavy », il est en vente libre à Madagascar,,. Un conditionnement en gélules est disponible.
En 2021, une nouvelle déclinaison de ce produit, CVO +, fabriqué par l’usine pharmaceutique Pharmalagasy, est mise sur le marché,.

## Historique
Développé et produit par l'Institut malgache de recherches appliquées (IMRA), Madagascar est le premier pays à décider d'intégrer Artemisia dans le traitement COVID-19 lorsque l'ONG Maison de l'Artemisia France, fondée par Lucile Cornet-Vernet, a contacté de nombreux pays africains lors de la pandémie COVID-19.
Un chercheur de la République démocratique du Congo, le Dr Jérôme Munyangi, y a contribué. Certaines recherches sur Artemisia, menées par des scientifiques africains, ont été menées en France et au Canada. Le 20 avril 2020, Rajoelina a annoncé dans une émission de télévision que son pays avait trouvé un remède « préventif et curatif » au COVID-19,,.
En mai 2020, le président de la République, Andry Rajoelina, en promeut activement l'utilisation,. Rajoelina a bu publiquement une bouteille de Covid-Organics et en a ordonné une distribution à l'échelle nationale.
Madagascar livre dans plusieurs pays africains du Covid-Organics. L'OMS s'inquiète de la promotion de ce remède dont l'efficacité n'est pas prouvée.
Toujours en mai 2020, la Communauté économique des États de l'Afrique de l'Ouest conteste supporter le Covid-Organics et précise que seuls les médicaments dont l'efficacité est prouvée scientifiquement peut recueillir leur soutien.
Ce même mois, l'Agence nationale de sécurité du médicament et des produits de santé met en garde contre l'achat de produits présentés comme pouvant guérir ou prévenir l'infection à Covid-19, tels que la plante Artemisia, inefficaces et potentiellement dangereux.
En juin 2020, l'Académie nationale de médecine déconseille formellement l'utilisation du Covid-Organics,
En août 2020, il est constaté que le Covid-Organics ne parvient pas à juguler l'épidémie.
Les résultats d’un essai clinique Phase III mené par le laboratoire fabriquant le médicament, Pharmalagasy sont rendus publics en 2021 qui indique qu'une personne contaminée aurait 2,25% de chances de plus de guérir si elle prend le Covid-Organics. En 2022, l'OMS organise une mission afin d'en évaluer l'efficacité,,,.

## Efficacité
L'efficacité du Covid-organics contre le COVID-19 reste encore à démontrer. En effet, ce prétendu remède n'a pas fait l'objet d'essais cliniques appropriés et aucune donnée évaluée par des pairs n'existe, le produit est distribué à la population malgache et utilisé dans d’autres pays africains,.
Dans un premier temps, l'OMS appelle Madagascar à réaliser des tests cliniques sur le Covid-Organics, puis annonce sa collaboration avec l'État malgache pour la réalisation de l'observation clinique après signature d'une clause de confidentialité sur la recette du Covid-Organics.
Le Monde note cependant que le breuvage est « présenté, sans preuve scientifique, comme une solution face à l’épidémie de Covid-19 » ; le journal rapporte également que même « l'IMRA se montre prudent sur les vertus curatives du CVO ». L'Académie nationale de médecine de Madagascar (ANAMEM) est également sceptique face à l'efficacité du produit. Un article d'Alternatives Économiques qualifie le médicament de "politique" et met son développement dans le contexte des relations entre l'Afrique et les pays occidentaux.
En 2022, le CVO ne fait pas partie des traitements recommandés par l'OMS.
Par ailleurs, son utilisation pourrait engendrer une résistance du parasite à l'origine du paludisme aux médicaments antipaludiques à base d'artemisia,.